# Manuel António
Pour les articles homonymes, voir Manuel Antonio (homonymie).
Manuel António Leitão da Silva, plus simplement connu sous le nom de Manuel António (né le 29 janvier 1946 à Santo Tirso au Portugal), est un joueur de football portugais, qui jouait en tant qu'attaquant.

## Biographie
Durant ses treize ans de carrière professionnelle, António a joué en tout pour deux clubs : il commence pour l'Académica de Coimbra, et ses excellentes prestations avec l'équipe lui valent un transfert à l'âge de 19 ans pour le géant portugais du FC Porto, où il évolue durant trois ans (et où il continue à inscrire de nombreux buts).
En 1968, Manuel António retourne dans son ancien club de l'Académica, avec qui il devient le meilleur buteur de la D1 en 1968-1969 avec les étudiants, finissant cette année-là à la 6e place. Il met un terme à sa carrière dans le même club huit ans après. Il joue également quatre matchs pour l'équipe du Portugal.